# While My Guitar Gently Weeps
"While My Guitar Gently Weeps" là một ca khúc nổi tiếng do George Harrison sáng tác, được trình bày bởi The Beatles trong Album trắng được phát hành vào năm 1968. Theo George Harrison, bài hát bị ảnh hưởng bởi âm nhạc của người bạn thân, Roy Orbison. Phần lead guitar trong bài được thể hiện bởi Eric Clapton.
Tạp chí Rolling Stone xếp bài hát ở vị trí 135 trong danh sách "500 bài hát của mọi thời đại", thứ 7 trong danh sách "100 ca khúc guitar mọi thời đại" và thứ 10 trong "100 ca khúc xuất sắc nhất của The Beatles".

## Sáng tác và thu âm
Cảm hứng cho bài hát tới khi Harrison đọc cuốn sách Kinh Dịch, anh nhớ lại "Tôi lúc đó vẫn dựa trên quan điểm phương Tây khi cho rằng mọi  thứ đơn thuần chỉ là trùng hợp... đối lập với quan điểm phương Đông cho rằng mọi sự vật đều liên quan đến nhau."
| “ | "Tôi viết ca khúc khi ở nhà của mẹ tôi ở Warrington. Tôi lúc đó đang nghĩ tới cuốn Kinh Dịch của Trung Quốc... Quan điểm phương Đông chiếm hết tâm trí tôi, và mọi thứ lúc đó không còn là điều trùng hợp nữa, mọi điều dù nhỏ nhất đều do chủ ý cả. "While My Guitar Gently Weeps" là một bài hát theo nguyên tắc đó. Tôi nghĩ mình sẽ viết một bài hát dựa theo bất kể điều gì tôi thấy từ một cuốn sách nào đó, vì điều đó phải có liên quan tới một khoảnh khắc, một thời khắc nào đó. Tôi cầm đại lấy một cuốn sách, mở ra và thấy "gently weeps" (khe khẽ khóc), rồi tôi đặt cuốn sách xuống và viết những câu đầu tiên." | ” |

"Có vài từ ngữ thay đổi cho tới tận lúc chúng tôi thu âm hoàn chỉnh." Harrison nói. Chẳng hạn:
I look at the trouble and see that it's raging
While my guitar gently weeps
As I'm sitting here, doing nothing but ageing
Still, my guitar gently weeps
Hay là:
The problems you sow, are the troubles you're reaping
Still, my guitar gently weeps
Và cả:
I look from the wings at the play you are staging
While my guitar gently weeps
As I'm sitting here, doing nothing but ageing
Still, my guitar gently weeps
Những phần lời này có thể được nghe qua những bản thu đầu tiên của ca khúc được thu trong album tuyển tập năm 1996 Anthology 3, đồng thời cũng là phần nền cho album Love (2006) với phần dây hòa âm bởi George Martin.
Ban nhạc đã phải thu âm ca khúc này rất nhiều. Bản 1 được ghi vào ngày 25 tháng 7 năm 1968 với chiếc guitar J-200 của Harrison ghi đè với harmonium. Những buổi thu ngày 16 tháng 8, 3 và 5 tháng 9 có cả phần guitar chơi ngược (tương tự như cách Harrison chơi trong "I'm Only Sleeping"), song anh không cảm thấy hài lòng. Ngày 6 tháng 9, anh có tới Surrey, London và đề nghị Eric Clapton tới chơi lead cho ca khúc. Clapton sửng sốt trả lời "Chưa có ai dám chơi một ca khúc của The Beatles cả!", nhưng rồi cuối cùng Harrison cũng thuyết phục được Clapton tới chơi với việc sử dụng cây Gibson Les Paul "Lucy" của mình vào chiều ngày hôm đó. Harrison cũng nói rằng trong quá trình thu, sự có mặt của Clapton cũng đã tạo ra hiệu ứng tích cực với toàn bộ nhóm: "Điều đó khiến mọi người cố gắng thêm chút, cho dù rằng tất cả đều đã ở trạng thái tốt nhất." Clapton mong muốn có nhiều hiệu ứng "Beatley", vậy nên âm thanh được chuyển qua một hệ thống chỉnh âm tự động được điều chỉnh bởi kỹ thuật viên Chris Thomas "ban đầu Eric không thích thứ âm thanh vốn giống với anh trước đây. Vậy nên tôi ngồi đó và lắng nghe tất cả yêu cầu, và họ muốn nó thực sự đạt tới mức tối đa. Và đó là những gì tôi đã làm."
Đây cũng là một trong số những ca khúc của Album trắng mà Paul McCartney đã chơi đè cây Fender Jazz Bass (cũng dùng trong "Glass Onion" và "Yer Blues") với cây Höfner 500/1 và Rickenbacker 4001 của mình.

## Thể hiện
Theo Ian MacDonald:
- George Harrison – hát chính, hát bè, guitar acoustic.
- Paul McCartney – hát bè, organ, bass.
- John Lennon – piano, guitar điện.
- Ringo Starr – trống, phách, sắc-xô.
- Eric Clapton – lead guitar.

Bản Anthology 3
- George Harrison – hát, guitar acoustic.
- Paul McCartney – organ
- George Martin – hòa âm dàn dây.

## Cấu trúc
Ca khúc được viết ở giọng La thứ, rồi chuyển xuống giọng ♭7 (Am/G) ở từ "all" (bass nốt G) rồi 6 (D9 giọng trưởng F#3), sau đó "love" (bass nốt F#) chuyển sang ♭6 (Fmaj7) ở từ "sleeping" (bass nốt F). Đoạn chuyển tông 8-♭7-6-♭6 này đi theo cấu trúc thông thường của âm giai Aeolian/Dorian. Everett cho rằng việc thay đổi thứ đoạn giọng thứ (A-B) sang đoạn giọng chuẩn song song khác qua đoạn chuyển đã làm bật lên phần lời "tiềm năng chưa từng biết" là vô cùng "hoàn hảo", nhưng phần giọng thứ tiếp theo (III, VI và II) "dường như đã nhấn mạnh quan điểm mạnh mẽ rằng tình yêu không thể được bày tỏ". Phần chơi guitar của Clapton được đánh giá là điểm sáng của ca khúc, đặc biệt trong phần kéo dài đoạn chơi đầu tiên quãng thứ 3 (0.17-0.19), sự dè dặt trong nhiều đoạn nhỏ (0.28-0.29), những đoạn lặp vòng (0.31-0.33), những đoạn thay đổi dây chuyển tông từ C sang C# (0.47-0.53), chuyển giọng nhanh (1.21-1.24), hiệu ứng rung (2.01-2.07) và nhất là đoạn solo dài (1.55-2.31) trong "sự nổi bật của cường độ, nhịp, điều chỉnh âm sắc và kỹ thuật thu âm".

## Các bản hát lại
Năm 1990, nhạc sĩ Jeff Healey đã thu âm lại ca khúc này và phát hành trong CD Hell to Pay. Bản thu của Healey có cả George Harrison và Jeff Lynne hát nền và chơi acoustic guitar.
Ban nhạc Toto cũng đã từng hát lại ca khúc này trong album năm 2002 của họ Through the Looking Glass. Todd Rundgren từng mở đầu album tri ân năm 2003 Songs From the Material World: A Tribute to George Harrison cũng bằng chính ca khúc này. Album Guitar Heaven: The Greatest Guitar Classics of All Time của Santana được phát hành vào năm 2010 cũng có một bản hát lại của ca khúc này với sự tham gia của India.Arie và Yo-Yo Ma.
Nhóm nhạc alternative rock Spineshank cũng từng hát lại ca khúc này trong album Strictly Diesel. Nhóm nhạc smooth jazz The Rippingtons cũng từng hát lại nó trong Brave New World. Bản thu được ghi bởi tay guitar Peter Frampton.
Trong tập 419 của Muppet Show, ca khúc được thể hiện lại bởi tay guitar Floyd Pepper và được hát bởi Jerry Nelson.